# Chiesa ortodossa britannica
La Chiesa ortodossa britannica (in inglese British Orthodox Church) è una chiesa ortodossa orientale, dal 1994 associata alla Chiesa ortodossa copta.
Il capo della Chiesa porta il titolo di Metropolita di Glastonbury e risiede a Glastonbury; attualmente è il vescovo Seraphim di Glastonbury, in carica dal 1979.
La Chiesa fu fondata nel 1866 quando il francese Jules Ferrette fu consacrato vescovo della Chiesa ortodossa siriaca dal futuro Ignazio Pietro IV, con lo scopo di stabilire il cristianesimo ortodosso orientale in Occidente. La successione episcopale derivante dalla Chiesa ortodossa siriaca è stata in seguito riconosciuta valida dalla Chiesa ortodossa copta.
La Chiesa ortodossa britannica intende rifarsi idealmente all'antico cristianesimo celtico, indipendente da Roma fino al sinodo di Whitby (664). I fedeli sono circa 10.000.

## Cronotassi dei primati
- Jules Ferrette † (1866-1874)
- Pelagius I † (1874-1889)
- Theophilus di Claremont † (1889-1917)
- Leon Chechemian † (1917-1919)
- Andries I di Claremont † (1919-1922)
- Jacobus II di Selsey † (1922-1945)
- Georgius di Glastonbury † (1945-1979)
- Seraphim di Glastonbury, dal 1979